# Sparianthis amazonica
Sparianthis amazonica là một loài nhện trong họ Sparassidae.
Loài này thuộc chi Sparianthis. Sparianthis amazonica được Eugène Simon miêu tả năm 1880.